# Esporte Clube Comercial
L'Esporte Clube Comercial, noto anche semplicemente come Comercial, è una società calcistica brasiliana con sede nella città di Campo Grande, capitale dello stato del Mato Grosso do Sul.

## Storia
Il 15 marzo 1943, l'Esporte Clube Comercial è stato fondato da Etheócles Ferreira e altri studenti del Colégio Dom Bosco, che erano figli di ricchi agricoltori e commercianti.
 Nel 1948, Jamil Naglis è stato eletto come presidente del club. Cambiando i colori del club con quelli attuali. Il 12 settembre 1967, nella città di Campo Grande, il Comercial ha battuto il Santos di Pelé, Agustín Cejas, Clodoaldo e Carlos Alberto 1-0. Il gol della vittoria è stato segnato da Gil.
Nel 1973, il Comercial ha partecipato al Campeonato Brasileiro Série A per la prima volta. Il club ha terminato al 26º posto, davanti all'Atlético-PR. Nel 1975, l'EC Comercial ha vinto il suo unico Campionato Mato-Grossense. Nel 1979, il Comercial ha partecipato alla prima edizione del Campionato Sul-Mato-Grossense. Il club è stato sconfitto dall'Operário in finale.
Nel 1982, l'EC Comercial ha vinto il suo primo Campionato Sul-Mato-Grossense. Nel 1986, il club ha partecipato al Campeonato Brasileiro Série A per l'ultima volta. Il club ha terminato al 35º posto. Nel 1994, il Comercial ha partecipato alla Coppa del Brasile per la prima volta. Ai sedicesimi di finale, il club ha eliminato il Paysandu, agli ottavi di finale, il club ha eliminato il Kaburé dello stato del Tocantins, e ai quarti di finale, il Comercial è stato eliminato dal Linhares dello stato dell'Espírito Santo.
Nel 2002, il Comercial ha raggiunto le semifinali della Copa Centro-Oeste. Il club è stato eliminato dal Gama.

## Palmarès

### Competizioni statali
- Campionato Sul-Mato-Grossense: 9

1982, 1985, 1987, 1993, 1994, 2000, 2001, 2010, 2015
- Campionato Mato-Grossense: 1

1975

### Altri piazzamenti
- Copa Centro-Oeste:

Semifinalista: 2002
- Campeonato Brasileiro Série B:

Quarto posto: 1981